# Propafenona
La propafenona es un agente antiarrítmico clase 1C, utilizada para el tratamiento de fibrilación auricular o arritmias ventriculares.
Es comercializada por Abbott Laboratories bajo el nombre comercial de Rytmonorm.

## Mecanismo de acción
Propafenona actúa en los canales de sodio de las células del miocardio, provocando una disminución en excitabilidad de las células. La Propafenona resulta más selectiva para células con alta excitabilidad, pero también bloquea células normales, más que los de clase IA o IB. La Propafenona difiere en relación con los otros antiarrímicos de la clase 1C porque tiene actividad adicional como betabloqueante, y puede causar bradicardia y broncoespasmo.

## Metabolismo
La propafenona es metabolizada principalmente en el hígado. Debido a su corta vida media, requiere dos o tres dosis por día para mantener niveles de sangre eficaces. La seguridad de plazo largo de propafenona es desconocida. Es similar a la, flecainide, y tiene similares advertencias en su uso. La flecainida y la propafenona, pueden aumentar la aparición de arritmias, principalmente en pacientes con enfermedad de corazón subyacente. Aun así, su uso en los corazones estructuralmente normales está considerado seguro.

## Efectos adversos
Los efectos adversos que se atribuyen a la propafenona incluyen reacciones de hipersensibilidad, síndrome "lupus-like", agranulocytosis, alteraciones del SNC, trastornos gastrointestinales, gusto metálico y broncoespasmo. Aproximadamente 20% de los pacientes interrumpen el fármaco debido a efectos adversos.

## Iniciación de terapia
La propafenona generalmente es iniciada en un hospital donde se puede realizar el ECG control del paciente. Hay muchos dosificaciones diferentes de propafenona, dependiendo de presentación clínica de la arritmia. En países más occidentales la dosificación máxima aceptada es 900 mg/d.
Para comodidad del paciente y por razones económicas, algunos clínicas inician el tratamiento en forma ambulatoria. No existe ningún consenso con respecto a la seguridad de esta práctica. De un punto de vista clínico, este fármaco está utilizado principalmente en pacientes con función ventricular normal.

## Contraindicaciones y precauciones
La propafenona debe ser utilizada con cuidado en pacientes con disfunción hepática, asma, insuficiencia cardíaca o bradicardia.

## Estereoquímica
La propafenona contiene un estereocentro y consta de dos enantiómeros. Este es un racemato, es decir, una mezcla 1: 1 de ( R ) - y la ( S ) - forma:
| Enantiómeros de propafenona | Enantiómeros de propafenona |
| --------------------------- | --------------------------- |
| CAS-Nummer: 107381-31-7     | CAS-Nummer: 107381-32-8     |

## Patente del medicamento
La patente de la propafenona actualmente pertenece a los Laboratorios Abbott, con dirección Liberty Corner, N.J. El número de registro del producto es 079M82, SSA IV. La patente de la propafenona pertenecía anteriormente a Knoll Pharma, pero en 2001 Abbott compró Knoll.